# Nowosiółki Wielkie
Nowosiółki Wielkie (ukr. Великі Новосілки) – wieś na Ukrainie, w rejonie jaworowskim (do 2020 roku w rejonie mościskim) obwodu lwowskiego.
W XIX w. wieś Nowosiółki w powiecie przemyskim Królestwa Galicji i Lodomerii. Zabudowania tworzyły dwie części wsi: Nowosiółki Wielkie i Nowosiółki Małe.
13 stycznia 1919 w walce pod wsią Nowosiółki poległ pułkownik Aleksander Szemiot.